# HD186122
HD186122 — хімічно пекулярна зоря спектрального класу B9, що має видиму зоряну величину в смузі V приблизно  6,3.
Вона  розташована на відстані близько 720,0 світлових років від Сонця.

## Фізичні характеристики
Зоря HD186122 обертається 
порівняно повільно 
навколо своєї осі. Проєкція її екваторіальної швидкості на промінь зору становить  Vsin(i)= 13км/сек.

## Пекулярний хімічний склад
HD186122 належить до ртутно-манганових зір й її зоряна атмосфера має підвищений вміст Hg та Mn.